# Davide Scala
Davide Scala (Bologna, 2 gennaio 1972) è un ex tennista italiano.

## Carriera
Professionista dal 1990, ha speso molti anni nei tornei minori prima di emergere nel 1997 a Roma, dove ha raggiunto gli ottavi di finale battendo tra l'altro l'inglese Tim Henman.

Sono seguiti alcuni discreti risultati prima del ritorno nell'ombra.
Il suo best ranking nel singolare è la 117ª posizione ottenuta nel settembre del 1997, mentre il suo miglior piazzamento nel doppio è il 336º posto conseguito nell'aprile del 2001.
Ha disputato il suo ultimo incontro professionistico nelle qualificazioni della Tennislife Cup nel settembre 2011.

## Statistiche

### Tornei minori

#### Singolare

##### Vittorie (1)
| Legenda tornei minori |
| Challenger (0)        |
| Futures (1)           |

| Numero | Data           | Torneo   | Superficie  | Avversario in finale | Punteggio        |
| 1.     | 29 luglio 2001 | Italy F9 | Terra rossa | Florian Allgauer     | 6-2, 6(1)–7, 6-2 |